# آلمان در المپیک تابستانی ۱۹۹۶
آلمان در بازی‌های المپیک تابستانی ۱۹۹۶ که در شهر آتلانتا ایالات متحده آمریکا برگزار شد، کاروان آلمان با ۴۶۵ ورزشکار در این رقابت‌ها شرکت کرد و موفق به کسب ۶۵ مدال (۲۰ طلا، ۱۸ نقره، ۲۷ برنز) شد. در جدول رتبه‌بندی توزیع مدال‌ها، آلمان در ردهٔ ۳ مسابقات قرار گرفت.